# Balsamicoeddike
Balsamicoeddike (italiensk: aceto balsamico eller balsamico) er en meget mørk, koncentreret og intens aromatiseret eddike med oprindelse i Italien helt eller delvis af druemost. Druemost er friskpresset druesaft med skind, kerner og stilke.
Betegnelsen aceto balsamico er ikke reguleret, men der er tre beskyttede balsamicoeddiker: Aceto Balsamico Tradizionale di Modena (traditionel balsamicoeddike fra Modena), Aceto Balsamico Tradizionale di Reggio Emilia (traditionel balsamicoeddike fra Reggio Emilia) og Aceto Balsamico di Modena (balsamicoeddike fra Modena). De to traditionelle balsamicoeddiker er fremstillet af reduceret druemost, der lagres i flere år i en række trætønder og produceres udelukkende i Modena eller Reggio Emilia. Navnene er beskyttet af Den Europæiske Unions beskyttede oprindelsesbetegnelse, mens den billigere balsamicoeddike fra Modena (Aceto Balsamico di Modena) er tilsat vineddike og produceres i Modena eller Reggio Emilia med en beskyttet geografisk betegnelse.
Balsamicoeddike indeholder ikke balsam: ordet balsamico (fra latin balsamum, fra græsk βάλσαμον) betyder "balsamlignende": "genoprettende" eller "helbredende".